# Estación Oriente (Chile)
Oriente fue una estación de ferrocarril que se hallaba en medio del Desierto de Atacama, en la Región de Antofagasta de Chile. Fue parte del Longitudinal Norte y actualmente se encuentra inactiva.

## Historia
La estación fue construida como parte del ferrocarril Longitudinal Norte, el cual comenzó a operar en 1913; originalmente en el trazado primitivo, proyectado más al este, no estaba proyectada una estación en el sector de la oficina salitrera Oriente, sin embargo durante su construcción se estableció una detención en dicho lugar. Según Santiago Marín Vicuña, la estación se encontraba ubicada a una altitud de 990 m s. n. m.
Si bien la estación aparece mencionada en textos de los años 1910 y 1920, así como también está descrita en mapas de 1929, no aparece en publicaciones turísticas de 1949, mientras que en mapas oficiales de 1968 la estación tampoco aparece mencionada, lo que indica su desaparición antes del cierre de la vía, si bien fue clausurada de manera oficial el 15 de enero de 1979.
Entre esta estación y Aguas Blancas existe también un sector denominado «Pique Ferrocarril», a veces mencionado erróneamente como lugar de la estación Oriente.